# Sigmophora otys
Sigmophora otys är en stekelart som först beskrevs av Walker 1839.  Sigmophora otys ingår i släktet Sigmophora och familjen finglanssteklar. Inga underarter finns listade i Catalogue of Life.